# Michele Morrone

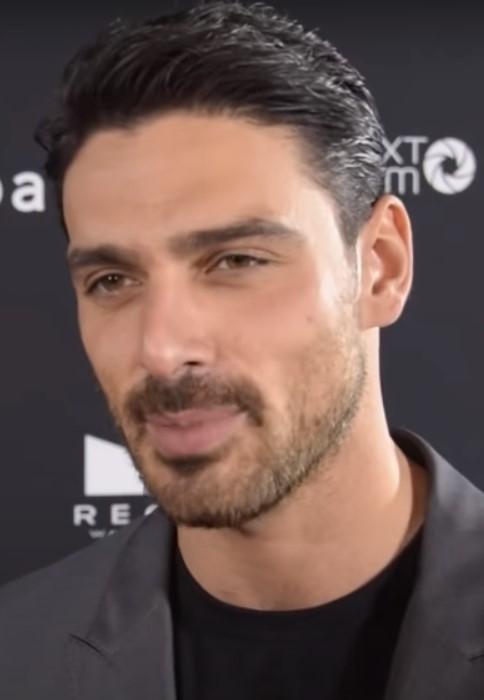
Michele Morrone (2019)

Michele Morrone (italienische Aussprache: [miˈkɛːle morˈroːne] * 3. Oktober 1990 in Bitonto) ist ein italienischer Schauspieler, Model, Sänger und Modedesigner, der in italienischen und polnischen Filmen auftritt. International bekannt wurde er 2020 durch seine Hauptrolle als Massimo Torricelli in 365 Tage, der Verfilmung des Bestsellerromans von Blanka Lipińska.

## Leben
Morrone hat drei ältere Schwestern. Sein Vater arbeitete als Bauarbeiter und starb 2003, als Morrone 12 Jahre alt war. Seine Mutter Angela, eine Näherin, und sein Vater Natale stammten beide aus Bitonto, zogen jedoch nach Melegnano, als ihre Kinder klein waren, um bessere Beschäftigungsmöglichkeiten zu finden.
Morrone begann mit der Schauspielerei in einem außerschulischen Programm seiner Mittelschule. Er wiederholte sein erstes High-School-Jahr, nachdem er wegen schlechten Benehmens nicht versetzt worden war. Anschließend studierte er professionelles Schauspiel an einem Theater in der Stadt Pavia, am Teatro Fraschini di Pavia.
Nach vierjähriger Verlobung heiratete er 2014 die libanesische Designerin Rouba Saadeh (* 1987), mit der er zwei Söhne hat. Nach einer vierjährigen Ehe erfolgte die Scheidung 2018.
Aktuell ist der Schauspieler single.

## Schauspielkarriere
Morrone begann 2010 seine Schauspielkarriere in dem Theaterstück Noahs Katze im Teatro Fraschini di Pavia. Außerdem spielte er in der Show ll rhythm di una sigaretta mit. Im Jahr 2011 trat er als Riccardo in der Webserie Second Chance auf und wurde für die zweite Staffel der Fernseh-Miniserie Come un delfino ausgewählt, in der er neben Raoul Bova spielte. 
Nachdem er am Musikvideo der Makay-Gruppe zum Song In viaggio (2012) mitgewirkt hatte, spielte er in der Komödie 2+2=5 (2013). Anschließend spielte er eine Gastrolle in der dritten Staffel der TV-Serie Che Dio ci Aiuti (2014) und in der 6. Staffel der italienischen TV-Serie Squadra Antimafia (2014). Erstmals bekannt wurde er 2015 durch ein Engagement bei der italienischen Fernsehserie Provaci ancora prof!.
2016 nahm er an der elften italienischen Ausgabe von Dancing with the Stars (Ballando con le stelle) teil und belegte zusammen mit der russischen Tänzerin Ekaterina Vaganova den zweiten Platz.
2017 erhielt er seine erste Hauptrolle, die des Wassermanns Ares in der auf Raiuno ausgestrahlten Miniserie Sirene. 2019 gehörte er zur Besetzung der Fernsehserie Der Prozess und wirkte in zwei Folgen der Fernsehserie Die Medici: Herrscher in Florenz mit. Im selben Jahr spielte Michele Morrone die Protagonistenrolle Luigi im Film Bar Giuseppe. 2020 spielte er Massimo Torricelli, einen Mafiaboss, im Film 365 Tage, der auf Netflix gesendet wird. Er war auch in den zwei Nachfolgefilmen 365 Days – Now und Another 365 Days zu sehen, die 2022 herauskamen. Ebenfalls im Jahr 2020 spielte er Marcello Bianchini an der Seite von Giancarlo Giannini im Film Duetto, der 2022 veröffentlicht wurde.
Im Jahr 2021 sollte er Teil der zweiten Staffel der spanischen Netflix-TV-Serie Toy Boy sein. Allerdings verließ er die Serie aus persönlichen Gründen und wurde durch Álex González ersetzt.

## Musik
Morrone ist auch professioneller Gitarrist und Sänger. Mit 25 lernte er Gitarre spielen anhand von YouTube-Videos. 2020 erschien Morrones Debütalbum Dark Room auf dem Label AGORA SA produziert. Das Album enthält den Song Hard for Me, der es unter die Top-100 der US-Charts schaffte und in Polen auf den zweiten Platz der Album-Charts. Seine Singleauskopplung Feel It aus dem Film 365 Tage erreichte auf YouTube 56 Millionen Aufrufe (Stand Mai 2021).
Michele Morrone ist seit Januar 2020 auf YouTube vertreten. Im August 2020 hatte er über eine Million Abonnenten und 104 Millionen Gesamtaufrufe auf seinem Kanal zu verzeichnen. Auf seinem Spotify-Kanal hatte er im Februar 2021 über 1,45 Millionen Abonnenten und insgesamt über 189 Millionen Aufrufe.
2021 erschien Morrones Single Beautiful im digitalen Download- und Streaming-Format.

## Mode
Im Jahr 2020 gründete Michele Morrone sein ModeLabel AurumRoma, eine Strandbekleidungsmarke für Damen. Er bestätigte die Gründung des Unternehmens über eine Instagram-Live-Story am 8. August 2020. Kurz nach der Ankündigung stürzte die Website der Bekleidungsmarke aufgrund zu vieler aufgegebener Bestellungen ab. Morrone kreiert in Zusammenarbeit mit der Stylistin Chiara Pollano seine eigenen Modelle. Das Unternehmen gehört Morrone und wird von der Firma Spazio Arcó geführt.

## Filmografie

### Filme
- 2017: Who’s the Beast (Kurzfilm)
- 2018: Renata Fonte (Fernsehfilm)
- 2018: L’ultimo giorno del toro
- 2019: Bar Joseph
- 2020: 365 Tage
- 2022: 365 Tage: Dieser Tag
- 2022: 365 Tage: Noch ein Tag
- 2024: Subservience
- 2025: Nur noch ein kleiner Gefallen (Another Simple Favor)

### Fernsehen
- 2015: Provaci ancora prof! (Fernsehserie)
- 2019: Die Medici: Herrscher von Florenz (Fernsehserie, 2 Folgen)
- 2019: Il Processo (Fernsehserie, 8 Folgen)

## Deutsche Synchronstimmen
In 365 Tage lieh ihm Oliver Böttcher seine Stimme. Seit 365 Tage: Dieser Tag wird er von Daniel Schütter synchronisiert.

## Modelkarriere
Im Jahr 2020 begann er als Model eine Zusammenarbeit mit den Modehäusern Dolce & Gabbana und Guess by Marciano.
Er war auf dem Cover von Magazinen wie „Gentleman“ (März bis April 2020) und „Vogue Man“.

## Diskografie

### Alben
- 2023: Double
- 2020: Dark Room (inkl. Bonus Edition)

### Singles
- 2020: Hard for Me (#10 der deutschen Single-Trend-Charts am 26. Juni 2020[5])
- 2021: Beautiful
- 2022: Another Day
- 2022: Player
- 2022: Angels
- 2023: Push Me
- 2023: Bad Game

## Auszeichnungen für Musikverkäufe
| Goldene Schallplatte - Brasilien - 2024: für das Lied Watch Me Burn Platin-Schallplatte - Brasilien - 2024: für das Lied Feel It - 2024: für das Lied Hard For Me |

| Land/RegionAuszeichnungen für Musikverkäufe (Land/Region, Auszeichnungen, Verkäufe, Quellen) | Gold  | Platin     | Verkäufe | Quellen             |
| -------------------------------------------------------------------------------------------- | ----- | ---------- | -------- | ------------------- |
| Brasilien (PMB)                                                                              | Gold1 | 2× Platin2 | 100.000  | pro-musicabr.org.br |
| Insgesamt                                                                                    | Gold1 | 2× Platin2 |          |                     |